# BMW Hornet
Il BMW Hornet era un motore aeronautico radiale a 9 cilindri prodotto su licenza dalla tedesca BMW Flugmotorenbau GmbH all'inizio degli anni trenta.

## Storia
Il 3 gennaio 1928 la direzione della BMW Flugmotorenbau GmbH riuscì ad acquistare i diritti dalla statunitense Pratt & Whitney per produrre nei propri stabilimenti i 9 cilindri R-1340 Wasp ed R-1690 Hornet. Dei due venne deciso di produrre solo il secondo, quello dalla maggiore cubatura, che sarebbe andato ad occupare la fascia medio alta della gamma di motori offerti.
Successivamente vennero avviati studi per una versione migliorata ed evoluta che si distaccò dal progetto originale e che divenne capostipite dei motori radiali prodotti dalla casa bavarese, iniziata con il BMW 132 del 1933 e protrattasi sino alla fine della seconda guerra mondiale.

## Versioni
- Hornet A
- Hornet C

## Velivoli utilizzatori
Germania
- Junkers G 31
- Junkers W 34
- Junkers Ju 46
- Junkers Ju 52/3m
- Junkers Ju 60bal